# 貝拉天際節
國際燈光節「貝拉天際節」（波蘭語：Międzynarodowy Festiwal Światła "Bella Skyway Festival"，英語：International Light Festival "Bella Skyway Festival"）是每年八月在波蘭托倫舉辦的年度活動。
托倫的藝文場域多了一項錦上添花的活動:美麗天際節。一個全新，獨特且創新的節日，給托倫的歌德式古城牆注入新生。
貝拉天際節自2009年開始舉辦，原是為了申請成為2016歐洲文化之都而設計。活動的主旨緊扣天文學及科學，美麗天際節與群眾溝通的方式相當與眾不同但卻平易近人且發人深省，總是希望引發人們的好奇心，進而學習新的事物。對美學的感知固然重要，但科學的認知也不可輕忽；藝術: 這是節慶的原動力；表演藝術; 充滿魔力與創新的藝術表演與城市的自然景觀與公共空間交融，形成最美麗的天際線。